# Grand Avert
Il Grand Avert (pron. fr. AFI: [ɡʁɑ̃t‿avɛʁ] - 2.991 m s.l.m.) è una montagna della Catena Emilius-Tersiva nelle Alpi Graie. Si trova in Valle d'Aosta.

## Caratteristiche
Si trova sulla cresta che separa la Val Clavalité dal Vallone di Saint Marcel ed a nord della più importante Punta Tersiva.

## Accesso alla vetta
Si può raggiungere la montagna con un lungo percorso di avvicinamento o da Fénis o da Saint-Marcel. La salita è al limite tra l'escursionismo e l'alpinismo.